# Gran Premio de las Naciones de Motociclismo de 1974
El Gran Premio de las Naciones de Motociclismo de 1974 fue la cuarta prueba de la temporada 1974 del Campeonato Mundial de Motociclismo. El Gran Premio se disputó el 19 de mayo de 1974 en el Autodromo Enzo e Dino Ferrari.

## Resultados 500cc
En 500 cc, Giacomo Agostini tuvo una dura lucha durante toda la carrera con su compatriota Gianfranco Bonera. Los dos superaron el récord de la pista. Pero el gran campeón tuvo que abandonar al quedarse sin gasolina en la última vuelta, dejando la victoria al piloto de MV Agusta, que obtiene la primera victoria de su carrera. El jurado había planeado inicialmente acortar la carrera a 31 vueltas, cambiando de opinión ante la presión del equipo de MV.
| Pos.    | Piloto               | Equipo    | Tiempo         | Pts. |
| ------- | -------------------- | --------- | -------------- | ---- |
| 1       | Gianfranco Bonera    | MV Agusta | 1h 12' 27" 200 | 15   |
| 2       | Teuvo Länsivuori     | Yamaha    | +1' 25" 700    | 12   |
| 3       | Phil Read            | MV Agusta | +2' 04" 000    | 10   |
| 4       | Jack Findlay         | Suzuki    | +1 Vuelta      | 8    |
| 5       | Roberto Gallina      | Yamaha    | +1 Vuelta      | 6    |
| 6       | Alex George          | Yamaha    | +1 Vuelta      | 5    |
| 7       | Werner Giger         | Yamaha    | +1 Vuelta      | 4    |
| 8       | Billie Nelson        | Yamaha    | +1 Vuelta      | 3    |
| 9       | Christian Léon       | Kawasaki  | +2 Vueltas     | 2    |
| Ret     | Víctor Palomo        | Yamaha    | Ret            |      |
| Ret     | Armando Toracca      | Paton     | Ret            |      |
| Ret     | Vittorio Gornati     | Yamaha    | Ret            |      |
| Ret     | Pentti Korhonen      | Yamaha    | Ret            |      |
| Ret     | Giovanni Perrone     | Yamaha    | Ret            |      |
| Ret     | Eduardo Celso-Santos | Yamaha    | Ret            |      |
| Ret     | Paul Smart           | Suzuki    | Ret            |      |
| Ret     | Giorgio Gatti        | Yamaha    | Ret            |      |
| Ret     | Yvon Duhamel         | Kawasaki  | Ret            |      |
| Ret     | Paolo Campanelli     | Kawasaki  | Ret            |      |
| Ret     | Barry Sheene         | Suzuki    | Ret            |      |
| Ret     | Paul Eickelberg      | König     | Ret            |      |
| Ret     | Guido Mandracci      | Suzuki    | Ret            |      |
| Ret     | Olivier Chevallier   | Yamaha    | Ret            |      |
| Ret     | Christian Bourgeois  | Yamaha    | Ret            |      |
| Ret     | Giacomo Agostini     | Yamaha    | Ret            |      |
| Ret     | John Williams        | Yamaha    | Ret            |      |
| Ret     | Giovanni Proni       | Yamaha    | Ret            |      |
| Ret     | Jean-Paul Boinet     | Yamaha    | Ret            |      |
| Ret     | Karl Auer            | Yamaha    | Ret            |      |
| Ret     | Franco Cottafavi     | Yamaha    | Ret            |      |
| Fuente: |                      |           |                |      |

## Resultados 350cc
La escudería MV Agusta no estaba presente ante sus aficionados. El calor afectó a muchos motores y también hubo muchos abandonos. Al principio, el francés Michel Rougerie (Harley-Davidson) estuvo a la cabeza durante tres primeras vueltas pero luego fue superado por Giacomo Agostini (Yamaha ) que se marchó sin oposición. Rougerie acabó tercero después de tener que dejar el segundo lugar a Mario Lega (Yamaha).
| Pos. | Piloto               | Equipo          | Tiempo         | Pts. |
| ---- | -------------------- | --------------- | -------------- | ---- |
| 1    | Giacomo Agostini     | Yamaha          | 1h 02' 17" 800 | 15   |
| 2    | Mario Lega           | Yamaha          | +42" 200       | 12   |
| 3    | Michel Rougerie      | Harley-Davidson | +52" 900       | 10   |
| 4    | Walter Villa         | Harley-Davidson | +54" 700       | 8    |
| 5    | Chas Mortimer        | Yamaha          | +1' 12" 200    | 6    |
| 6    | Giovanni Proni       | Yamaha          | +1' 22" 600    | 5    |
| 7    | Giuseppe Elementi    | Bimota-Yamaha   | +1' 25" 600    | 4    |
| 8    | Werner Giger         | Yamaha          | +1' 31" 900    | 3    |
| 9    | Eduardo Celso-Santos | Yamaha          | +1' 39" 800    | 2    |
| 10   | Olivier Chevallier   | Yamaha          | +1' 53" 500    | 1    |
| 11   | Billie Nelson        | Yamaha          | +1 Vuelta      |      |
| 12   | Karl Auer            | Yamaha          | +1 Vuelta      |      |
| 13   | Paolo Tordi          | Yamaha          | +1 Vuelta      |      |
| 14   | Alex George          | Yamaha          | +1 Vuelta      |      |
| Ret  | Gérard Choukroun     | Yamaha          | Ret            |      |
| Ret  | Teuvo Länsivuori     | Yamaha          | Ret            |      |
| Ret  | Víctor Palomo        | Yamaha          | Ret            |      |
| Ret  | Patrick Pons         | Yamaha          | Ret            |      |
| Ret  | Christian Bourgois   | Yamaha          | Ret            |      |
| Ret  | Fosco Giansanti      | Yamaha          | Ret            |      |
| Ret  | Roberto Gallina      | Yamaha          | Ret            |      |
| Ret  | Helmut Kassner       | Yamaha          | Ret            |      |
| Ret  | Ulrich Graf          | Yamaha          | Ret            |      |
| Ret  | Pentti Korhonen      | Yamaha          | Ret            |      |
| Ret  | Hans Mühlebach       | Yamaha          | Ret            |      |
| DNS  | John Dodds           | Yamaha          | DNS            |      |
| DNS  | Dieter Braun         | Yamaha          | DNS            |      |

## Resultados 250cc
Debido a que la mayoría de los pilotos se plantaron en Alemania por la peligrosidad del circuito de Nürburgring, tampoco hubo una carrera de 250 cc en Austria. Por lo tanto, la primera carrera de la temporada fue en realidad en Imola. Bruno Kneubühler (Yamaha) estuvo varias vueltas a la cabeza pero no pudo competir con la Harley-Davidson de Walter Villa. Patrick Pons (Yamaha), que ya había brillado a un gran nivel en 350 cc, terminó tercero. Fue la primera victoria para Harley-Davidson RR 250. Cuando la máquina todavía se llamaba "Aermacchi", Renzo Pasolini ganó tres pruebas en 1972 Ganó tres Grandes Premios.
| Pos. | Piloto              | Equipo          | Tiempo      | Pts. |
| ---- | ------------------- | --------------- | ----------- | ---- |
| 1    | Walter Villa        | Harley-Davidson | 52' 55" 700 | 15   |
| 2    | Bruno Kneubühler    | Yamaha          | +44" 200    | 12   |
| 3    | Patrick Pons        | Yamaha          | +1' 03" 400 | 10   |
| 4    | Giovanni Proni      | Yamaha          | +1' 36" 000 | 8    |
| 5    | Kent Andersson      | Yamaha          | +1' 36" 700 | 6    |
| 6    | Armando Toracca     | Yamaha          | +2' 09" 000 | 5    |
| 7    | Olivier Chevallier  | Yamaha          | +1 Vuelta   | 4    |
| 8    | Matti Salonen       | Yamaha          | +1 Vuelta   | 3    |
| 9    | Hans Mühlebach      | Yamaha          | +1 Vuelta   | 2    |
| 10   | Jean-Paul Boinet    | Yamaha          | +1 Vuelta   | 1    |
| 11   | Franco Doni         | Yamaha          | +1 Vuelta   |      |
| 12   | Giuliano Zera       | Yamaha          | +1 Vuelta   |      |
| 13   | Angelo Orsenigo     | Suzuki          | +7 Vueltas  |      |
| Ret  | Ángel Nieto         | Derbi           | Ret         |      |
| Ret  | Fosco Giansanti     | Yamaha          | Ret         |      |
| Ret  | Chas Mortimer       | Yamaha          | Ret         |      |
| Ret  | Silvio Grassetti    | MZ              | Ret         |      |
| Ret  | Giovanni Proni      | Yamaha          | Ret         |      |
| Ret  | Erasmo Di Ciacinto  | Yamaha          | Ret         |      |
| Ret  | Giovanni Mariannini | Yamaha          | Ret         |      |
| Ret  | Michel Rougerie     | Harley-Davidson | Ret         |      |
| Ret  | Giuseppe Consalvi   | Harley-Davidson | Ret         |      |
| Ret  | Philippe Coulon     | Yamaha          | Ret         |      |
| Ret  | Fritz Reitmaier     | Yamaha          | Ret         |      |
| Ret  | Christian Bourgois  | Yamaha          | Ret         |      |
| Ret  | Mario Necchi        | Yamaha          | Ret         |      |
| DNQ  | Thierry Tchernine   | Yamaha          | DNQ         |      |
| DNQ  | Johann Zemsauer     | Rotax           | DNQ         |      |

## Resultados 125cc
En el octavo de litro, Otello Buscherini salió de la pole position. Pero el español Ángel Nieto le reveló en la cabeza a partir de la tercera vuelta. Le siguió el suizo Bruno Kneubühler, que anduvo en la segunda posición hasta que rompió el cojinete de su Bridgestone. El sueco Kent Andersson, que había perdido tiempo en la primera vuelta a causa de una caída, fue recuperando tiempo y emontó hasta la segunda posición, mientras que Pier Paolo Bianchi con Minarelli llegó tercero, llevándose los únicos 10 puntos de la temporada.
| Pos. | Piloto             | Moto            | Tiempo      | Pts. |
| ---- | ------------------ | --------------- | ----------- | ---- |
| 1    | Ángel Nieto        | Derbi           | 45' 32" 400 | 15   |
| 2    | Kent Andersson     | Yamaha          | +1' 17" 400 | 12   |
| 3    | Pier Paolo Bianchi | Minarelli       | +4' 10" 100 | 10   |
| 4    | Matti Salonen      | Yamaha          | +1 Vuelta   | 8    |
| 5    | Lorenzo Ghiselli   | Harley-Davidson | +1 Vuelta   | 6    |
| 6    | Aldo Pero          | Carem           | +1 Vuelta   | 5    |
| 7    | Eugenio Lazzarini  | Piovaticci      | +1 Vuelta   | 4    |
| 8    | Luciano Richetti   | Italjet         | +1 Vuelta   | 3    |
| 9    | Rudolf Weiss       | Maico           | +1 Vuelta   | 2    |
| 10   | Germano Zanetti    | DRS             | +2 Vueltas  | 1    |
| 11   | Carlo Giovanardi   | Maico           | +2 Vueltas  |      |
| 12   | Roberto di Lorenzi | Yamaha          | +2 Vueltas  |      |
| Ret  | Otello Buscherini  | Malanca         | Ret         |      |
| Ret  | Henk van Kessel    | Bridgestone     | Ret         |      |
| Ret  | Bruno Kneubühler   | Yamaha          | Ret         |      |
| Ret  | Fritz Reitmaier    | Maico           | Ret         |      |
| Ret  | Eric Offenstadt    | Motobécane      | Ret         |      |
| Ret  | Pentti Salonen     | Yamaha          | Ret         |      |
| Ret  | Alberto Ieva       | Morbidelli      | Ret         |      |
| Ret  | Giuseppe Consalvi  | Harley-Davidson | Ret         |      |
| Ret  | Gianni Ribuffo     | DRS             | Ret         |      |

## Resultados 50cc
En la categoría menor cilindrada, el holandés Henk van Kessel ganó la carrera sin problemas. Incluso mejoró el récord de la pista. Jan Bruins fue segundo con su Jamathi, pero tuvo una dura pugna con el italiano Otello Buscherini.
| Pos. | Piloto               | Moto       | Tiempo      | Pts. |
| ---- | -------------------- | ---------- | ----------- | ---- |
| 1    | Henk van Kessel      | Kreidler   | 30' 38" 700 | 15   |
| 2    | Jan Bruins           | Jamathi    | +43" 200    | 12   |
| 3    | Otello Buscherini    | Malanca    | +47" 800    | 10   |
| 4    | Ulrich Graf          | Kreidler   | +1' 04" 700 | 8    |
| 5    | Jan Huberts          | Kreidler   | +1' 30" 000 | 6    |
| 6    | Claudio Lusuardi     | Moto Villa | +1' 34" 100 | 5    |
| 7    | Julien van Zeebroeck | Kreidler   | +1' 38" 000 | 4    |
| 8    | Wilhelm Werner       | Kreidler   | +1' 44" 900 | 3    |
| 9    | Carlo Guerrini       | Ringhini   | +2' 07" 100 | 2    |
| 10   | Harald Bartol        | Kreidler   | +2' 08" 900 | 1    |
| 11   | Aldo Pero            | Ringhini   | +2' 27" 600 |      |
| 12   | Pentti Salonen       | Puch       | +1 Vuelta   |      |
| 13   | Luigi Rinaudo        | Tomos      | +1 Vuelta   |      |
| 14   | Massimo Grossi       | Jamathi    | +1 Vuelta   |      |
| 15   | Pierre Audry         | ABF        | +1 Vuelta   |      |
| 16   | Alano Montanari      | Tomos      | +1 Vuelta   |      |
| 17   | Salvatore Monreale   | UFO        | +1 Vuelta   |      |
| 18   | Gianni Ribuffo       | UFO        | +1 Vuelta   |      |
| Ret  | Stefan Dörflinger    | Kreidler   | Ret         |      |
| Ret  | Hans-Jürgen Hummel   | Kreidler   | Ret         |      |
| Ret  | Pier Paolo Bianchi   | Minarelli  | Ret         |      |
| Ret  | Giorgio Macchiavelli | Tomos      | Ret         |      |
| DNS  | Rudolf Kunz          | Kreidler   | DNS         |      |